# Copa de Lituania 2017
La Copa Lituana de Fútbol 2017 fue la edición 71 del torneo de fútbol más importante de Lituania. El campeón accedió a la fase de grupos de la Liga Europa de la UEFA 2018-19, salvo que se haya clasificado para la Liga de Campeones vía la A Lyga. 
Participan los equipos de fútbol asociados a la Federación Lituana de Fútbol, compitiendo a partido único en diferentes rondas en función de su categoría. Los cruces se sortean, y si los equipos emparejados son de categorías distintas, el más débil obtiene la ventaja de jugar en su estadio.

## Fase Previa

### Primera Ronda
| 27 de abril de 2017 | FK Juventa-99 Šiauliai | 0:1     | FK Panevėžys | Šiaulių Gytarių, Šiauliai, Lituania |  |
|                     |                        | Reporte |              |                                     |  |

| 28 de abril de 2017 | Kazlų Rūdos FK Šilas | 0:5     | FK Nevėžis Kėdainiai | Kėdainių miesto, Kėdainiai, Lituania |  |
|                     |                      | Reporte |                      |                                      |  |

| 28 de abril de 2017 | FK Pramogos-Ąžuolas Gargždai | 0:4     | FK Banga Gargždai | Gargždų miesto, Gargždai, Lituania |  |
|                     |                              | Reporte |                   |                                    |  |

| 29 de abril de 2017 | FK Sendvaris Klaipėda | 0:2     | Garliava Kaunas | Gargždų miesto, Gargždai, Lituania |  |
|                     |                       | Reporte |                 |                                    |  |

| 29 de abril de 2017 | FK Širvėna Biržai | 2:3     | FK Akmenės Cementas Akmenė | Biržų Centrinis, Biržai, Lituania |  |
|                     |                   | Reporte |                            |                                   |  |

| 29 de abril de 2017 | FC Pakruojis | 1:1 (1:1 t. s.)(3:4 p.) | FK Vilniaus Vytis | Pakruojo miesto, Pakruojis, Lituania |  |
|                     |              | Reporte                 |                   |                                      |  |

| 29 de abril de 2017 | FK Prienai | 2:5     | FK Palanga | Birštono vidurinės mokyklos, Birštonas, Lituania |  |
|                     |            | Reporte |            |                                                  |  |

| 29 de abril de 2017 | FK Minija Kretinga | 0:1     | FK Atmosfera Mažeikiai | Kretingos miesto, Kretinga, Lituania |  |
|                     |                    | Reporte |                        |                                      |  |

| 29 de abril de 2017 | FK Fanai Šiauliai | 0:4     | FK Sveikata Kybartai | Šiaulių Gytarių, Šiauliai, Lituania |  |
|                     |                   | Reporte |                      |                                     |  |

| 29 de abril de 2017 | FK Elektrėnų Versmė Elektrėnai | 8:0     | LŠS Kaunas | Senvagės, Vilnius, Lituania |  |
|                     |                                | Reporte |            |                             |  |

| 1 de mayo de 2017 | KASK FK Geležinis Vilkas | 0:13    | Alytaus DFK Dainava | Vilniaus LFF, Vilnius, Lituania |  |
|                   |                          | Reporte |                     |                                 |  |

| 3 de mayo de 2017 | FK Švyturys Marijampolė | 4:1     | FK Babrungas Plungë | Marijampolės sporto centro, Marijampolė, Lituania |  |
|                   |                         | Reporte |                     |                                                   |  |

## Fase final

### Dieciseisavos de final
| 26 de mayo de 2017 | FK Kėdainiai       | 1:7 (0:3) | Vilniaus Vytis | Kėdainių, Kėdainiai |  |
|                    | Aivaras Gegzna 66' | Reporte   | Tomas Misiunas 12' · Arsenij Buinickij 21' · Mykolas Krasnovskis 31', 55', 72' · Arminas Vaskela 42' · Romanas Jusk 75' |                     |  |

| 27 de mayo de 2017 | Adiada Siauliai | 0:8 (0:3) | DFK Dainava Alytus                           | Šiaulių, Šiaulių |  |
|                    |                 | Reporte   | 4' 25' 35' 49' 63' 64' (pen.) 88' 90' (pen.) |                  |  |

| 27 de mayo de 2017 | FK Džiugas Telšiai                                                                      | 5:0 (3:0) | FK Tauras Tauragė | Telšių, Telšiai |  |
|                    | Tomas Birskys 9' · Rolandas Lescius 35' · Marius Sluta 37', 90+1' · Andrius Lipskis 53' | Reporte   |                   |                 |  |

| 27 de mayo de 2017 | FK Panevezys                                                 | 3:0 (1:0) | FK Kauno Žalgiris | Aukštaitijos, Panevėžys |  |
|                    | Mantas Savenas 9' · Arnas Ribokas 49' · Charles Atsina 90+1' | Reporte   |                   |                         |  |

| 27 de mayo de 2017 | FK Sveikata Kybartai   | 1:2 (0:2) | FK Jonava                                              | Central de Jonava, Jonava |  |
|                    | Mindaugas Bickovas 66' | Reporte   | Tautavydas Eliosius 31' (pen.) · Edgaras Makarovas 41' |                           |  |

| 4 de junio de 2017 | Elektrėnų Versmė                                                                                      | 4:1 (1:1, 0:0) (t. s.) | Saulininkas Siauliai | Elektrėnai, Elektrėnai |  |
|                    | Vytautas Zemleckas 40' · Audrius Plytnikas 102' · Deividas Marcinkevicius 115' · Mindaugas Broga 118' | Reporte                | 24'                  |                        |  |

| 29 de mayo de 2017 | FK Prelegentai Vilnius     | 2:0 (2:0) | Tera-Griunvaldas | Estadio Vilnius LFF, Vilnius |  |
|                    | Edgaras Jankauskas 4', 16' | Reporte   |                  |                              |  |

| 27 de mayo de 2017 | FK Šilutė | 0:1 (0:1) | FC Stumbras | Nacionalinės futbolo, Kaunas |  |
|                    |           | Reporte   | Anotado     |                              |  |

| 28 de mayo de 2017 | Hegelmann Litauen | 0:3 (0:3) | FK Sūduva                                         | Nacionalinės futbolo, Kaunas |  |
|                    |                   | Reporte   | Robertas Vezevicius 5', 32' · Markas Kardokas 44' |                              |  |

| 26 de mayo de 2017 | FK Akmenės | 1:3 (0:0) | FK Koralas                  | Akmenės miesto, Naujoji Akmenė |  |
|                    | Anotado    | Reporte   | Anotado · Anotado · Anotado |                                |  |

| 27 de mayo de 2017 | Garliava Kaunas          | 1:0 (1:0) | FK Mažeikiai | KTU stadionas, Kaunas |  |
|                    | Ignas Miliunas 9' (pen.) | Reporte   |              |                       |  |

| 25 de mayo de 2017 | FK Švyturys | 0:2 (0:0) | FK Trakai              | Sūduvos stadionas, Marijampolė |  |
|                    |             | Reporte   | Lajo Traore 88', 90+1' |                                |  |

| 27 de mayo de 2017 | FK Panerys Vilnius                               | 2:1 (2:0) | FK Nevėžis Kėdainiai | Estadio Vilnius LFF, Vilnius |  |
|                    | Benediktas Jakavicius 15' · Audrius Veikutis 31' | Reporte   | Jonas Supronas 50'   |                              |  |

| 28 de mayo de 2017 | FK Palanga      | 1:0 (1:0) | FK Utenis Utena | Estadio Central City, Palanga |  |
|                    | Gvidas Juska 7' | Reporte   |                 |                               |  |

| 28 de mayo de 2017 | FK Viltis Vilnius    | 1:13 (0:9) | FK Atlantas Klaipėda | Estadio Vilnius LFF, Vilnius |  |
|                    | Vaidas Pajarskas 89' | Reporte    | Yuriy Vereshchak 5', 19', 26' · Andrey Panyukov 13', 16', 22' · Linas Pilibaitis 34', 37' · Justas Raziunas 38' · Andrei Ciofu 47', 62' · Sergey Obivalin 61', 82' |                              |  |

| 27 de mayo de 2017 | FK Banga Gargždai      | 1:1 (0:0) (t. s.)(1:3 p.) | VMFD Žalgiris Vilnius | Gargždai Stadium, Gargždai |  |
|                    | Mantas Gudauskas 90+4' | Reporte                   | Matija Ljujic 43'     |                            |  |

### Octavos de final
| 26 de junio de 2017 | DFK Dainava Alytus                         | 3:6 (2:3) | Vilniaus Vytis                                                                                           | Estadio Central Alytus, Alytus |  |
|                     | Kyrylo Silich 3' · Linas Savastas 33', 64' | Reporte   | Mykolas Krasnovskis 5', 51' · Leonardo 19', 90+1' · Mantas Makutunovicius 23' · Ilia Tsyvilko 89' (a.g.) |                                |  |

| 24 de junio de 2017 | FK Panevezys                                  | 2:1 (1:0) | FK Džiugas Telšiai    | Aukštaitijos, Panevėžys |  |
|                     | Eduard Grygorenko 21' · Ronaldas Misiunas 88' | Reporte   | Vitali Polyanskiy 80' |                         |  |

| 24 de junio de 2017 | Elektrėnų Versmė | 0:4 (0:1) | FK Jonava                                                                        | Elektrėnai, Elektrėnai |  |
|                     |                  | Reporte   | Laurynas Stonkus 42' · Tautavydas Eliosius 70', 80' · Maksym Marusych 89' (pen.) |                        |  |

| 26 de junio de 2017 | FK Prelegentai Vilnius | 0:8 (0:5) | FC Stumbras | Estadio Vilnius LFF, Vilnius |  |
|                     |                        | Reporte   | Donatas Konikas 8', 24', 32' · Girius Kalvaitis 12' (a.g.) · Lukas Artimavicius 17', 78' · Vilius Armalas 46' · Kgaogelo Sekgota 75' |                              |  |

| 23 de junio de 2017 | FK Koralas | 0:4 (0:1) | FK Sūduva                                                                      | Klaipeda Central Stadium Back Ground, Klaipėda |  |
|                     |            | Reporte   | Sergej Amirzian 14' · Giedrius Matulevicius 77', 82' · Robertas Vezevicius 90' |                                                |  |

| 25 de junio de 2017 | Garliava Kaunas | 0:8 (0:5) | FK Trakai | KTU stadionas, Kaunas |  |
|                     |                 | Reporte   | Maksim Maksimov 7', 24' · Vaidotas Silenas 26' · Mychailo Shyshka 33' · Oscar Dorley 38' · Justinas Janusevskis 79' · Deividas Cesnauskis 85' · Lajo Traore 90' |                       |  |

| 23 de junio de 2017 | FK Panerys Vilnius                                                      | 3:2 (1:1, 1:1) (1:0 t. s.) | FK Palanga                                           | Estadio Vilnius LFF, Vilnius |  |
|                     | Aurimas Tamaliunas 3' · Ramunas Radavicius 72' · Tadas Graziunas 120+4' | Reporte                    | Aurimas Jurgelevicius 25' · Ricardas Sveikauskas 65' |                              |  |

| 24 de junio de 2017 | VMFD Žalgiris Vilnius       | 1:0 (1:0) | FK Atlantas Klaipėda |  |  |
|                     | Elivelto Ribeiro Dantas 30' | Reporte   |                      |  |  |

### Cuartos de final
| 27 de agosto de 2017 | FK Panevezys | 0:1 (0:1) | Vilniaus Vytis      | Aukštaitijos, Panevėžys |  |
|                      |              | Reporte   | Arminas Vaskela 41' |                         |  |

| 27 de agosto de 2017 | FK Jonava                                     | 3:5 (2:0, 0:2) (1:3 t. s.) | FC Stumbras                                                                  |  |  |
|                      | Tadas Eliosius 8', 109' · Maksym Marusych 39' | Reporte                    | Jason Clifford 88' · Lucas Villela 90+2', 113', 118' · Kgaogelo Sekgota 101' |  |  |

| 27 de agosto de 2017 | FK Sūduva                                                                                           | 4:1 (2:0) | FK Trakai              |  |  |
|                      | Karolis Laukzemis 5' · Modestas Vorobjovas 17' (a.g.) · Karolis Laukzemis 82' · Jeremy Manzorro 85' | Reporte   | Arunas Klimavicius 63' |  |  |

| 26 de agosto de 2017 | FK Panerys Vilnius | 0:8 (0:1) | VMFD Žalgiris Vilnius | Estadio Vilnius LFF, Vilnius |  |
|                      |                    | Reporte   | Diego Oyarzun 21' · Karolis Uzela 49', 86' · Vytautas Luksa 67', 91' · Ernestas Stockunas 75', 89' · Darvydas Sernas 79' |                              |  |

### Semifinales
| 9 de septiembre de 2017 | Vilniaus Vytis                                                                | 1:1 (0:0, 1:1) (0:0 t. s.)(2:4 p.) | FC Stumbras                                                                                 |  |  |
|                         | Mykolas Krasnovskis 64'                                                       | Reporte                            | Jardel Afonso 76'                                                                           |  |  |
|                         |                                                                               | Tiros desde el punto penal         |                                                                                             |  |  |
|                         | Mantas Makutunovicius · Marius Soblinskas · Arminas Vaskela · Markas Kardokas |                                    | Vilius Armanavicius · Lucas Villela · Jardel Afonso · Levan Matcharashvili · Alexandre Kore |  |  |

| 9 de septiembre de 2017 | FK Sūduva                                       | 2:2 (1:0, 0:1) (1:1 t. s.)(2:4 p.) | VMFD Žalgiris Vilnius                      |  |  |
|                         | Karolis Chvedukas 14' · Algis Jankauskas 120+1' | Reporte                            | Egidijus Vaitkunas 90+1' · Liviu Antal 93' |  |  |

### Final
| 24 de septiembre de 2017 | FC Stumbras           | 1:0 (0:0) | VMFD Žalgiris Vilnius |  |  |
|                          | Nasro Boucharebas 84' | Reporte   |                       |  |  |

| Bandera de Lituania |
| Campeón FC Stumbras |
| 1° título           |

- Datos: Q29535000